# 스텝포드 와이프
《스텝포드 와이프》(영어: The Stepford Wives)는 2004년 개봉한 미국의 SF 블랙 코미디 영화이다. 프랭크 오즈가 감독을, 폴 러드닉이 각본을 맡았다. 1975년 동명 영화에 이어 아이라 레빈의 동명 소설을 두 번째로 영화화하였다.

## 줄거리
리얼리티 방송 총괄 제작자 조애나는 사고로 직장을 잃고 남편 월터, 두 자녀와 맨해튼에서 코네티컷주 페어필드군 스펩퍼드로 이사한다. 조애나는 지나치게 고분고분한 이곳 여성들을 이상하게 여기다가 이들의 뇌에 주부로 길들이는 소프트웨어가 담긴 나노칩이 이식됐다는 걸 알게 된다.  

## 출연진
- 니콜 키드먼
- 매슈 브로더릭
- 벳 미들러
- 글렌 클로스
- 크리스토퍼 워컨
- 로저 바트
- 페이스 힐
- 존 러비츠
- 로리 배글리
- 리사 린 매스터스
- 마이크 화이트
- 캐리 프레스턴
- 케이디 스트리클런드
- 래리 킹
- 메러디스 비에이라
- 빌리 부시
- 메리 베스 필

## 기타 제작진
- 배역: 로라 로즌솔, 줄리엣 테일러
- 미술: 잭슨 더고비아
- 의상: 앤 로스
- 조명: 구범석

## 같이 보기
- 스텝포드 와이브스